# Reprezentacja Korei Południowej w piłce nożnej mężczyzn
Reprezentacja Korei Południowej w piłce nożnej (kor. 대한민국 축구 국가대표팀) – męski zespół piłkarski, reprezentujący Republikę Korei w meczach i sportowych imprezach międzynarodowych, powoływany przez selekcjonera, w którym mogą występować wyłącznie zawodnicy posiadający obywatelstwo południowokoreańskie. Pierwszym wydarzeniem na jakim grała reprezentacja były letnie igrzyska olimpijskie 1948. Jest również nazywana Tygrysami Azji, a na podstawie osiągnięć uznawana za drugą najbardziej utytułowaną drużynę narodową w Azji po Japonii.
W 1928 powstał Związek Piłki Nożnej Korei. W czasie trwającej blisko dekadę okupacji japońskiej futbol zszedł na margines życia społecznego i niedługo potem związek został rozwiązany. Kiedy powstało niepodległe państwo koreańskie w 1948 roku reaktywowano również piłkarską centralę. Wtedy także Korea Południowa została członkiem FIFA, a od 1954 należy do Azjatyckiego Związku Piłki Nożnej.
Od połowy lat 50. rosła siła koreańskiej reprezentacji, która już wkrótce na kontynencie nie miała sobie równych i zdobyła dwa razy z rzędu Puchar Azji (1956, 1960), a w 1954 roku zadebiutowała na Mundialu, gdzie jednak totalnie skompromitowała się przegrywając bardzo wysoko oba mecze (0:7 z Turcją i 0:9 z Węgrami, trzeciego meczu nie rozegrano). Na drugi występ Koreańczycy musieli czekać aż 32 lata, ale są od 1986 roku są już obecni na każdym światowym championacie, a swój największy sukces odnieśli w 2002, kiedy ekipa prowadzona przez Holendra Guusa Hiddinka została czwartą drużyną globu, co jest największym sukcesem azjatyckiego futbolu w historii. Koreańczycy biją jednak niechlubny rekord serii meczów bez zwycięstwa na mistrzostwach świata. W latach 1954 i 1986-1998 rozegrali 14 meczów, nie wygrywając żadnego. Złą passe przerwali dopiero w meczu z Polską w 2002 roku, wygrywając 2:0.
Wystąpiła również w Pucharze Konfederacji 2001 (będąc wraz z Japonią współgospodarzem imprezy). Zakończyła jednak udział w tym turnieju na fazie grupowej mimo dwóch zwycięstw (z Meksykiem 2:1 i Australią 1:0) i sześciu punktów na koncie. Trzeci mecz z Francją wysoko przegrali (0:5).
W latach 2018–2022 selekcjonerem reprezentacji Korei Południowej był Portugalczyk Paulo Bento.
W 2023 roku selekcjonerem został Jürgen Klinsmann.

## Historia startów w Mistrzostwach Świata

### Udział w Mistrzostwach Świata 1954
Debiutancki występ Koreańczyków na mistrzostwach świata zakończył się już po fazie grupowej. Po dwóch przegranych meczach (z Węgrami 0:9 i Turcją 0:7) z zerowym dorobkiem punktowym i bilansem bramkowym 0:16 zajęli ostatnie miejsce w grupie i odpadli z turnieju.

### Udział w Mistrzostwach Świata 1986
Trzydzieści dwa lata później na meksykańskim mundialu Korea Południowa grała w grupie A razem z Argentyną, Włochami i Bułgarią. Po jednym remisie (z Bułgarią 1:1) oraz dwóch porażkach (z Argentyną 1:3 i Włochami 2:3) z jednym punktem na koncie zajęła ostatnie miejsce w grupie i odpadła z turnieju.

### Udział w Mistrzostwach Świata 1990
Włoski czempionat Koreańczycy zakończyli na fazie grupowej. Po przegraniu wszystkich trzech spotkań (z Belgią 0:2, Hiszpanią 1:3 oraz Urugwajem 0:1) z zerowym dorobkiem punktowym zajęli ostatnie miejsce w grupie i odpadli z turnieju.

### Udział w Mistrzostwach Świata 1994
Na boiskach Stanów Zjednoczonych piłkarze Korei Południowej grali w grupie C razem z Niemcami, Hiszpanią i Boliwią. Po dwóch remisach (z Hiszpanią 2:2 i Boliwią 0:0), oraz jednej porażce z Niemcami 2:3 z dwoma punktami na koncie zajęli trzecie miejsce w grupie i odpadli z turnieju.

### Udział w Mistrzostwach Świata 1998
Na francuskim czempionacie koreańscy zawodnicy grali w grupie E razem z Holandią, Meksykiem i Belgią. Po jednym remisie z Belgią 1:1 i dwóch porażkach (1:3 z Meksykiem i 0:5 z Holandią) z jednym punktem na koncie zajęli ostatnie miejsce w grupie i odpadli z turnieju.

### Udział w Mistrzostwach Świata 2002
Rok 2002 był rokiem, w którym Koreańczycy organizowali razem z Japonią mistrzostwa świata. Zagrali w nich w grupie D razem ze Stanami Zjednoczonymi, Portugalią i Polską. Po dwóch zwycięstwach (z Polską 2:0, oraz Portugalią 1:0) i jednym remisie z USA (1:1) z siedmioma punktami na koncie zajęli pierwsze miejsce w grupie i awansowali tym samym do 1/8 finału. W tej fazie mistrzostw zmierzyli się z Włochami z którymi wygrali po dogrywce 2:1. W ćwierćfinałach trafili na reprezentację Hiszpanii z którą zwyciężyli 5:3 w serii rzutów karnych. W półfinałach zagrali z reprezentacją Niemiec z którą przegrali 0:1. W meczu o trzecie miejsce musieli uznać wyższość reprezentacji Turcji z którą przegrali 2:3. Zostali więc tym samym czwartą drużyną świata.

### Udział w Mistrzostwach Świata 2006
Koreańczycy grali na tym mundialu w grupie G razem ze Szwajcarią, Francją i reprezentacją Togo. Po jednym zwycięstwie z Togo 2:1, remisie z Francją 1:1 oraz porażce ze Szwajcarią 0:2 z czterema punktami na koncie zajęli oni trzecie miejsce w grupie i odpadli z turnieju.

### Udział w Mistrzostwach Świata 2010
Korea Południowa na Mistrzostwach Świata 2010 w RPA grała w grupie B razem z Argentyną, Grecją i Nigerią. Po jednym zwycięstwie z Grecją 2:0, jednym remisie z Nigerią 2:2, oraz porażce z Argentyną 1:4 z czterema punktami na koncie zajęli drugie miejsce w grupie i awansowali do dalszej fazy turnieju. W 1/8 finału trafili na reprezentację Urugwaju z którą przegrali 1:2 i odpadli z turnieju.

### Udział wMistrzostwach Świata 2014
Reprezentacja Korei Południowej zakończyła swój udział na Mistrzostwach Świata w Brazylii, zajmując ostatnie miejsce w grupie, nie uzyskując awansu do 1/8 finału.

### Udział wMistrzostwach Świata 2018
Korea Południowa na Mistrzostwach Świata w Rosji odpadła już w fazie grupowej, po przegranych ze Szwecją 0:1 oraz Meksykiem 1:2. W swoim ostatnim trzecim meczu na turnieju zdołała jednak wygrać 2:0 z Niemcami.

## Udział w międzynarodowych turniejach
| \| 1930 \| Nie brała udziału, była częścią Japonii \| Nie brała udziału, była częścią Japonii \| \| 1934 \| Nie brała udziału, była częścią Japonii \| Nie brała udziału, była częścią Japonii \| \| 1938 \| Nie brała udziału, była częścią Japonii \| Nie brała udziału, była częścią Japonii \| \| 1950 \| Nie brała udziału \| Nie brała udziału \| \| 1954 \| Awans \| Faza grupowa \| \| 1958 \| Nie brała udziału \| Nie brała udziału \| \| 1962 \| Nie zakwalifikowała się \| Nie zakwalifikowała się \| \| 1966 \| Wycofała się z udziału \| Wycofała się z udziału \| \| 1970 \| Nie zakwalifikowała się \| Nie zakwalifikowała się \| \| 1974 \| Nie zakwalifikowała się \| Nie zakwalifikowała się \| \| 1978 \| Nie zakwalifikowała się \| Nie zakwalifikowała się \| \| 1982 \| Nie zakwalifikowała się \| Nie zakwalifikowała się \| \| 1986 \| Awans \| Faza grupowa \| \| 1990 \| Awans \| Faza grupowa \| \| 1994 \| Awans \| Faza grupowa \| \| 1998 \| Awans \| Faza grupowa \| \| 2002 \| Gospodarz \| IV miejsce \| \| 2006 \| Awans \| Faza grupowa \| \| 2010 \| Awans \| 1/8 finału \| \| 2014 \| Awans \| Faza grupowa \| \| 2018 \| Awans \| Faza grupowa \| \| 2022 \| Awans \| 1/8 finału \| \| 2026 \| Awans \| \| | - 1956 – Mistrzostwo - 1960 – Mistrzostwo - 1964 – III miejsce - 1968 – Nie zakwalifikowała się - 1972 – II miejsce - 1976 – Nie zakwalifikowała się - 1980 – II miejsce - 1984 – Faza grupowa - 1988 – II miejsce - 1992 – Nie zakwalifikowała się - 1996 – Ćwierćfinał - 2000 – III miejsce - 2004 – Ćwierćfinał - 2007 – III miejsce - 2011 – III miejsce - 2015 – II miejsce - 2019 – Ćwierćfinał - 2023 – IV miejsce |                                         |
| Udział w mistrzostwach świata | |                                         |
| Rok | Kwalifikacje | Wynik                                   |
| 1930 | Nie brała udziału, była częścią Japonii | Nie brała udziału, była częścią Japonii |
| 1934 | Nie brała udziału, była częścią Japonii | Nie brała udziału, była częścią Japonii |
| 1938 | Nie brała udziału, była częścią Japonii | Nie brała udziału, była częścią Japonii |
| 1950 | Nie brała udziału | Nie brała udziału                       |
| 1954 | Awans | Faza grupowa                            |
| 1958 | Nie brała udziału | Nie brała udziału                       |
| 1962 | Nie zakwalifikowała się | Nie zakwalifikowała się                 |
| 1966 | Wycofała się z udziału | Wycofała się z udziału                  |
| 1970 | Nie zakwalifikowała się | Nie zakwalifikowała się                 |
| 1974 | Nie zakwalifikowała się | Nie zakwalifikowała się                 |
| 1978 | Nie zakwalifikowała się | Nie zakwalifikowała się                 |
| 1982 | Nie zakwalifikowała się | Nie zakwalifikowała się                 |
| 1986 | Awans | Faza grupowa                            |
| 1990 | Awans | Faza grupowa                            |
| 1994 | Awans | Faza grupowa                            |
| 1998 | Awans | Faza grupowa                            |
| 2002 | Gospodarz | IV miejsce                              |
| 2006 | Awans | Faza grupowa                            |
| 2010 | Awans | 1/8 finału                              |
| 2014 | Awans | Faza grupowa                            |
| 2018 | Awans | Faza grupowa                            |
| 2022 | Awans | 1/8 finału                              |
| 2026 | Awans |                                         |

## Trenerzy Korei Południowej od 1994 roku
- 1994-96 –  Anatolij Byszowiec
- 1996-96 –  Park Chong-hwan
- 1997-98 –  Cha Bum-kun
- 1998-00 –  Huh Jung-moon
- 2000-02 –  Guus Hiddink
- 2002-02 –  Park Hang-seo
- 2003-04 –  Humberto Coelho
- 2004-04 –  Park Sung-hwa
- 2004-05 –  Jo Bonfrère
- 2005-06 –  Dick Advocaat
- 2006-07 –  Pim Verbeek
- 2008-10 –  Huh Jung-moo
- 2010-11 –  Cho Kwang-rae
- 2012-13 –  Choi Kang-hee
- 2013-14 –  Hong Myung-bo
- 2014-17 –  Uli Stielike
- 2017-18 –  Shin Tae-yong
- 2018-22 –  Paulo Bento

## Mistrzostwa Świata 2002
| Pozycja | Nr | Nazwisko       | Data urodzenia | Wzrost [cm] | Waga [kg] | Klub w 2002             | Klub w 2005              |
| GK      | 1  | Lee Woon-jae   | 26.04.73       | 182         | 82        | Suwon Samsung Bluewings | Suwon Samsung Bluewings  |
| GK      | 12 | Kim Byung-ji   | 08.04.70       | 184         | 77        | Pohang Steelers         | Pohang Steelers          |
| GK      | 23 | Choi Eun-sung  | 05.04.71       | 184         | 82        | Daejeon Citizen         | Daejeon Citizen          |
| DF      | 15 | Lee Min-sung   | 23.06.73       | 183         | 72        | Busan I’cons            | FC Seoul                 |
| DF      | 20 | Hong Myung-bo  | 12.02.69       | 181         | 73        | Pohang Steelers         | koniec kariery           |
| DF      | 4  | Choi Jin-cheul | 26.03.71       | 187         | 80        | Jeonbuk Hyundai Motors  | Jeonbuk Hyundai Motors   |
| DF      | 7  | Kim Tae-young  | 08.11.70       | 180         | 73        | Chunnam Dragons         | Chunnam Dragons          |
| MF      | 5  | Kim Nam-il     | 14.03.77       | 182         | 76        | Chunnam Dragons         | Suwon Samsung Bluewings  |
| MF      | 10 | Lee Young-pyo  | 23.04.77       | 176         | 66        | Anyang LG Cheetahs      | Tottenham Hotspur Londyn |
| MF      | 6  | Yoo Sang-chul  | 18.10.71       | 184         | 78        | Kashiwa Reysol          | Ulsan Hyundai Horang-i   |
| MF      | 13 | Lee Eul-yong   | 08.09.75       | 176         | 69        | Bucheon SK              | Trabzonspor              |
| MF      | 21 | Park Ji-sung   | 25.02.81       | 175         | 70        | Kyoto Purple Sanga      | Manchester United        |
| MF      | 3  | Choi Sung-yong | 15.12.75       | 173         | 70        | Suwon Samsung Bluewings | Suwon Samsung Bluewings  |
| MF      | 2  | Hyun Yong-min  | 25.12.79       | 179         | 73        | Ulsan Hyundai Horang-i  | Ulsan Hyundai Horang-i   |
| MF      | 22 | Song Chong-gug | 20.02.79       | 175         | 71        | Suwon Samsung Bluewings | Suwon Samsung Bluewings  |
| MF      | 14 | Lee Chun-soo   | 09.07.81       | 172         | 69        | Ulsan Hyundai Horang-i  | Ulsan Hyundai Horang-i   |
| MF      | 17 | Yoon Jong-hwan | 16.02.73       | 173         | 63        | Cerezo Osaka            | Jeonbuk Hyundai Motors   |
| FW      | 19 | Ahn Jung-hwan  | 16.02.76       | 177         | 71        | AC Perugia              | FC Metz                  |
| FW      | 9  | Seol Ki-hyeon  | 08.01.79       | 184         | 73        | RSC Anderlecht          | Wolverhampton Wanderers  |
| FW      | 18 | Hwang Sun-hong | 14.07.68       | 183         | 79        | Chunnam Dragons         | koniec kariery           |
| FW      | 11 | Choi Yong-soo  | 10.09.73       | 184         | 79        | JEF United              | Júbilo Iwata             |
| FW      | 16 | Cha Du-ri      | 25.07.80       | 183         | 75        | Korea University        | Eintracht Frankfurt      |
| FW      | 8  | Choi Tae-uk    | 13.03.81       | 173         | 67        | Anyang LG Cheetahs      | Shimizu S-Pulse          |

Mecze grupowe
- 04.06.02, Pusan, Polska 2:0 (Hwang Sun-hong '23, Yoo Sang-chul '53)
- 10.06.02, Daegu, USA 1:1 (Ahn Jung-hwan '78)
- 14.06.02, Inczon, Portugalia 1:0 (Park Ji-sung '70)

1/8 finału
- 18.06.02, Daejeon, Włochy 2:1 (‘złoty gol’ w dogrywce – Seol Ki-hyeon '88, Ahn Jung-hwan '117)

Ćwierćfinał
- 22.06.02, Gwangju, Hiszpania 0:0, karne 5:3

Półfinał
- 25.06.02, Seul, Niemcy 0:1

Mecz o 3. miejsce
- 29.06.02, Daegu, Turcja 2:3 (Lee Eul-yong '9, Song Chong-gug ’90)

## Mistrzostwa Świata 2006
| Pozycja | Nr | Nazwisko        | Data urodzenia | Wzrost [cm] | Waga [kg] | Klub                     |
| GK      | 1  | Lee Woon-jae    | 26.04.1973     | 182         | 88        | Suwon Samsung Bluewings  |
| GK      | 20 | Kim Yong-dae    | 11.10.1979     | 189         | 83        | Seongnam Ilhwa Chunma    |
| GK      | 21 | Kim Young-kwang | 28.06.1983     | 184         | 84        | Chunnam Dragons          |
| DF      | 2  | Kim Young-chul  | 30.06.1976     | 183         | 81        | Seongnam Ilhwa Chunma    |
| DF      | 3  | Kim Dong-jin    | 29.01.1982     | 183         | 74        | FC Seoul                 |
| DF      | 4  | Choi Jin-cheul  | 26.03.1971     | 187         | 77        | Jeonbuk Hyundai Motors   |
| DF      | 6  | Kim Jin-kyu     | 16.02.1985     | 183         | 83        | Jubilo Iwata             |
| DF      | 12 | Lee Young-pyo   | 23.04.1977     | 176         | 68        | Tottenham Hotspur Londyn |
| DF      | 18 | Kim Sang-shik   | 17.12.1976     | 176         | 66        | Seongnam Ilhwa Chunma    |
| DF      | 22 | Song Chong-gug  | 20.02.1979     | 175         | 71        | Suwon Samsung Bluewings  |
| DF      | 23 | Cho Won-hee     | 17.04.1983     | 177         | 73        | Suwon Samsung Bluewings  |
| MF      | 5  | Kim Nam-il      | 14.03.1977     | 180         | 75        | Suwon Samsung Bluewings  |
| MF      | 7  | Park Ji-sung    | 25.02.1981     | 175         | 72        | Manchester United        |
| MF      | 8  | Kim Do-heon     | 14.07.1982     | 175         | 73        | Seongnam Ilhwa Chunma    |
| MF      | 13 | Lee Eul-yong    | 08.09.1975     | 182         | 70        | Trabzonspor              |
| MF      | 15 | Baek Ji-hoon    | 28.02.1985     | 175         | 67        | FC Seoul                 |
| MF      | 9  | Lee Ho          | 22.10.1984     | 182         | 76        | Ulsan Hyundai Horang-i   |
| FW      | 17 | Ahn Jung-hwan   | 16.02.1976     | 177         | 71        | MSV Duisburg             |
| FW      | 10 | Park Chu-young  | 07.10.1985     | 182         | 74        | FC Seoul                 |
| FW      | 11 | Seol Ki-hyeon   | 08.01.1979     | 183         | 79        | Wolverhampton Wanderers  |
| FW      | 14 | Lee Chun-soo    | 09.07.1981     | 172         | 64        | Ulsan Hyundai Horang-i   |
| FW      | 16 | Chung Kyung-ho  | 22.05.1980     | 179         | 71        | Gwangju Sangmu Bulsajo   |
| FW      | 19 | Cho Jae-jin     | 09.07.1981     | 185         | 81        | Shimizu S-Pulse          |

Mecze grupowe
| M | Reprezentacja    | L.m. | Zw. | Rem. | Por. | Bramki | R.br. | Pkt |
| 1 | Szwajcaria       | 3    | 2   | 1    | 0    | 4:0    | +4    | 7   |
| 2 | Francja          | 3    | 1   | 2    | 0    | 3:1    | +2    | 5   |
| 3 | Korea Południowa | 3    | 1   | 1    | 1    | 3:4    | –1    | 4   |
| 4 | Togo             | 3    | 0   | 0    | 3    | 1:6    | –5    | 0   |

13 czerwca 2006
| Korea Południowa  | 2 – 1 (0-1) | Togo              | 15:00 – FIFA WM-Stadion Frankfurt, Frankfurt nad Menem Sędzia: Graham Poll (Anglia) Widzów: 48 000 |
| Lee Chun-soo 54'  |             | Mohamed Kader 32' | |
| Ahn Jung-hwan 72' |             |                   | |

18 czerwca 2006
| Francja          | 1 – 1 (1-0) | Korea Południowa | 21:00 – Zentralstadion, Lipsk Sędzia: Benito Archundia (Mexico) Widzów: 43 000 |
| Thierry Henry 9' |             | Park Ji-sung 81' |                                                                                |

23 czerwca 2006
| Szwajcaria            | 2 – 0 (1-0) | Korea Południowa | 21:00 – FIFA WM-Stadion Hannover, Hanower Sędzia: Horacio Elizondo (Argentyna) Widzów: 43 000 |
| Philippe Senderos 23' |             |                  |                                                                                               |
| Alexander Frei 77'    |             |                  |                                                                                               |

|  |  |  |

## Rekordziści
Kolorem niebieskim zaznaczono wciąż aktywnych piłkarzy
| Lp  | Zawodnik        | Lata gry  | Mecze | Gole |
| --- | --------------- | --------- | ----- | ---- |
| 1.  | Cha Bum-kun     | 1972–1986 | 136   | 58   |
| 1.  | Hong Myung-bo   | 1990–2002 | 136   | 10   |
| 3.  | Lee Woon-jae    | 1994–2000 | 133   | 0    |
| 4.  | Lee Young-pyo   | 1999–2011 | 127   | 5    |
| 5.  | Kim Ho-gon      | 1971–1979 | 124   | 5    |
| 5.  | Yoo Sang-chul   | 1994–2006 | 124   | 18   |
| 7.  | Cho Young-jeung | 1975–1986 | 113   | 1    |
| 8.  | Ki Sung-yueng   | 2008–2019 | 110   | 10   |
| 8.  | Son Heung-min   | 2010–     | 110   | 35   |
| 10. | Lee Dong-gook   | 1998–2917 | 108   | 33   |

| Lp  | Zawodnik       | Lata gry  | Gole | Mecze |
| --- | -------------- | --------- | ---- | ----- |
| 1.  | Cha Bum-kun    | 1972–1986 | 58   | 123   |
| 2.  | Hwang Sun-hong | 1988–2002 | 50   | 103   |
| 3.  | Park Lee-chun  | 1969–1974 | 36   | 89    |
| 4.  | Son Heung-min  | 2010–     | 35   | 110   |
| 5.  | Kim Jae-han    | 1972–1979 | 33   | 57    |
| 5.  | Lee Dong-gook  | 1998–2017 | 33   | 108   |
| 7.  | Huh Jung-moo   | 1974–1986 | 30   | 103   |
| 7.  | Choi Soon-ho   | 1980–1991 | 30   | 97    |
| 7.  | Kim Do-hoon    | 1994–2003 | 30   | 72    |
| 10. | Kim Jin-kook   | 1972–1977 | 27   | 97    |
| 10. | Lee Young-moo  | 1975–1981 | 27   | 85    |
| 10. | Lee Tae-ho     | 1980-1991 | 27   | 72    |
| 10. | Choi Yong-soo  | 1972–1977 | 27   | 69    |